# Szemerkényi Ágnes
Szemerkényi Ágnes (Eger, 1943 –) magyar néprajzkutató, folklorista, szakíró. A magyar szólások és közmondások műfajának és használati területeinek ismert kutatója, számos szakmai kiadvány szerzője.

## Élete és munkássága
Szemerkényi 1943-ban született Eger városában. 1968-ban oklevelet szerzett magyar–néprajz szakból a budapesti Eötvös Loránd Tudományegyetem Bölcsészettudományi Karán. Ugyanebben az évben tudományos kutató lett a Magyar Tudományos Akadémia Néprajzi Kutatócsoportjában, mely napjainkban az MTA Néprajzi Kutatóintézete néven működik. 1993-ban megszerezte a néprajzi tudományok kandidátusa tudományos fokozatot. 2010-ben munkásságáért megkapta a Magyar Néprajzi Társaság által a néprajz területén kiemelkedő művet alkotó kutatóknak adományozható Ortutay Gyula-emlékérmet.
1973-ban, 1975-ben és 1979-ben a Móra Ferenc Könyvkiadó gondozásában jelent meg Kósa László néprajzkutatóval közösen írt Apáról fiúra: néprajzi kalauz című kötete. 1994-ben az Akadémiai Kiadó jelentette meg a „Közmondás nem hazug szólás” című művét, melyben a közmondások mindennapi életben és beszédben betöltött szerepét vizsgálja. 2005-ben az MTA kiadója új sorozatot indított Folklór a magyar művelődéstörténetben címmel, melynek köteteit Szemerkényi szerkeszti. A legutóbbi kötet 2010-ben jelent meg. Az ő szerkesztésében jelent meg 2009-ben az Osiris Kiadó által indított A magyar nyelv kézikönyvtára című átfogó nyelvi sorozat harmadik kötete, a Szólások és közmondások. A műnek diákszótár-változatát is kiadták.
Legfőbb kutatási területei a szólások és közmondások műfaja és használati területei, a közmondások sztereotípiáinak története és jelentése, valamint a folklór és az irodalom, illetve a folklór és a képzőművészet közötti kapcsolat. Számos publikációja jelent és jelenik meg különböző szakmai kiadványokban. Az MTA Nyelv- és Irodalomtudományok Osztályának keretei között működő Néprajzi Bizottság egyik tagja. Továbbá az MTA Bölcsészettudományi Kutatóközpontján belüli Néprajztudományi Intézet folklórosztályának témacsoport-vezetője.

## Művei
- Apáról fiúra: néprajzi kalauz – Kósa Lászlóval közösen. Budapest: Móra, 1973, 1975, 1979. ISBN 9789631102703.
- Szokásmondások: nyelvünk művelődéstörténeti emlékei – Kertész Manóval közösen. Budapest: Helikon, 1985.
- Élet falun: művészetről gyermekeknek. Budapest: Corvina, 1986. ISBN 9631322556.
- „Közmondás nem hazug szólás”: a proverbiumok használatának lehetőségei = Néprajzi Tanulmányok. Budapest: Akadémiai, 1994. ISBN 9789630566780.
- Folklór és irodalom – szerkesztő. Folklór a magyar művelődéstörténetben 1. Budapest: Akadémiai, 2005. ISBN 9789630583114.
- Folklór és vizuális kultúra – szerkesztő. Folklór a magyar művelődéstörténetben 2. Budapest: Akadémiai, 2008. ISBN 9789630585880.
- Folklór és történelem – szerkesztő. Folklór a magyar művelődéstörténetben 3. Budapest: Akadémiai, 2008. ISBN 9789630585873.
- Szólások és közmondások. A magyar nyelv kézikönyvtára 3. Budapest: Osiris, 2009. ISBN 9789633898635.
- Szólások és közmondások: diákszótár. A magyar nyelv kézikönyvtára 3. Budapest: Osiris, 2009. ISBN 9789633899779.
- Folklór és zene – szerkesztő. Folklór a magyar művelődéstörténetben 4. Budapest: Akadémiai, 2010. ISBN 9789630588225.
- Folklór és nyelv – szerkesztő. Folklór a magyar művelődéstörténetben 5. Budapest: Akadémiai, 2010. ISBN 9789630589710.